# Страгонело (Рим)
Страгонело је насеље у Италији у округу Рим, региону Лацио.
Према процени из 2011. у насељу је живело 342 становника. Насеље се налази на надморској висини од 172 м.